# Vázací páska
Vázací pásky jsou součásti obalů, používají se k páskování (fixaci) zboží. Za pomoci vázací pásky se zboží bezpečně zafixuje a zabrání neoprávněnému otevření balíku. Vázací pásek může být opatřen logem firmy, čímž se zvýší bezpečnost zásilky (vlastně jakési zaplombování), kromě toho je balík nepřehlédnutelný, na první pohled je lehce vidět, kdo balík odesílá.

## Ocelové vázací pásky
Ocelové pásky jsou vyhotovené z pásů válcovaných za tepla, které jsou posléze válcované za studena (dosažení přesnějších rozměrů) a poté galvanicky pokovené pro zlepšení jakosti povrchu.
- Vhodné pro mechanické ruční i pneumatické strojky.
- Spoj je možno provést průstřihem nebo plechovou sponou.
- Vysoká pevnost.
- Zvyšují produktivitu práce.

## Polypropylenové vázací pásky PP
PP vázací pásky jsou lehké a vynikají vysokou pevností. Polypropylenové pásky jsou vhodné pro ruční i strojní páskovaní předmětů a pro fixaci lehkých palet. Pásky je možné spojovat pomocí ocelové, drátěné, nebo plastové spony u ručních páskovaček. Páskovací stroje využívají tepelného, nebo ultrazvukového sváru. Vázací pásky se dobře přizpůsobují tvaru páskovaného předmětu, nepoškozují ho a odpad z použitých pásek je ekologicky nezávadný a plně recyklovatelný.
- Vhodný pro automatické páskovací stroje i pro ruční páskovačky.
- Spoj možno provést tepelným svárem, plechovou sponou, drátěnou sponou, umělohmotnou sponou.
- Dobře se přizpůsobují tvaru páskovaného předmětu.
- Ekologicky nezávadný, plně recyklovatelný.
- Zvyšuje produktivitu práce.
- Má malou hmotnost.

## Vázací pásky PET
Obecně se PET pásek stává prioritním obalovým materiálem pro mnoho průmyslových odvětví, kde je kladem důraz na kvalitu balení. Pásek může být použit se širokou škálou páskovacích strojů od jednoduchých ručních řešení, až po plně profesionální automatické stroje k páskování palet.
- Poskytuje široké možnosti aplikace od jednoduchého řešení pomocí spon, po kapacitní páskování svárem.
- Udržuje dlouhodobé konstantní napětí úvazku a zajišťuje tak bezpečnost zboží zejména při transportu.
- Je odolný proti korozi, UV záření a proti teplotním změnám.
- Je vysoce odolný a poskytuje řešení pro veškerý průmysl, stavebnictví, zemědělství.
- V porovnání s ocelovým páskem je výrazně levnější.
- Bezpečná manipulace a aplikace.
- Jedinečná kombinace síly a elasticity.
- Umožňuje absorbovat otřesy během manipulace, nebo přepravy.
- Je plně recyklovatelný.

## Vázací pásky PES
Vysokopevnostní PES pásky jsou vyráběny ve třech variantách – lepené, pletené a kompozitní, jejich šíře se pohybuje mezi 9 – 32 mm. Tento typ pásku se používá pro ruční i strojní páskování, svou pevností konkurují ocelové vázací pásce, kterou úspěšně nahrazují. Oproti ocelové pásce mají tu výhodu, že nekorodují a dobře se přizpůsobují páskovanému zboží. Spoj PES pásky je proveden drátěnou sponou. Vázací pásky PES  se páskují pomocí napínače a následně ručně zatahují pomocí samosvorných drátěných spon typu B. Díky své povrchové úpravě se tento typ pásek používá především v chemickém průmyslu a také pro fixaci nákladu, kde může balený předmět pásku poškodit.
- Odolnost,
- vysoká pevnost,
- PES páska nepodléhá korozi,
- nižší hmotnost, oproti ocelové pásce,
- přizpůsobuje se páskovanému předmětu.

## Možnosti spojení vázací pásky
Existuje několik možností jak spojit vázací pásku. Správě zvolený způsob spoje se odvíjí od typu vázací pásky.

### Svár
Spojení vázací pásky pomocí sváru může být provedeno několika způsoby. 
- ultrazvukovým svárem – Od ultrazvukového spojení se postupně ustupuje pro jeho technickou náročnost a míru poruchovosti. Výhodou tohoto spojení byl minimální vznik zplodin při svařování.
- tepelným svárem – Tepelný svár je proveden pomocí horkého nože (jazyku), používá se pro spojení PP a PET pásek. Pásek je nataven, stištěn a po vychladnutí se stisk uvolní a svár je hotov. Teplota svářecího nože je nastavitelná.
- frikčním svárem – Frikční svár funguje na principu tření. Konce pásky jsou stisknuty k sobě, rozkmitány svařovacími deskami a spojeny.

### Spona
Ke každému typu vázací pásky a páskovače náleží příslušný druh vázací spony. Správný výběr spony závisí na druhu páskovaného zboží. Spony se rozdělují na spony pro plastové pásky a spony pro ocelové pásky. Základními druhy jsou:
- ocelové – Ocelové spony jsou vhodné ke spojení PP nebo PET vázacího pásku. Většina těchto spon je v provedení s vroubky, které zajistí větší pevnost spoje. Ocelové spony jsou vyráběny z pozinkovaného, nebo obyčejného ocelového plechu.
- drátěné – Drátěné vázací spony pracují na principu samosvornosti. Jejich obrovskou výhodou je možnost opakovaného použití. Spony jsou vyrobeny o oceli a dodávají se v sulfátovém nebo pozinkovaném provedení. Šíře spony je dána šíří vázací pásky.
- plastové – Vynikají svou jednoduchostí: snadné založení pásku do spony, stejně jako u drátěné spony, umožňují víceré použití. Ovšem jejich nevýhodou je nižší pevnost, proto nejsou vhodné k vázaní těžkého zboží.

### Průstřih
Spojení průstřihem se používá ke spojení ocelové pásky při ručním páskování. Pomocí napínáku se vytvoří napětí, poté je páska průstřihem spojena a následně odstřižena.